# 1818

## Събития
- 4 април – Силно земетресение нанася щети в София

## Родени
- Спиридон Палаузов, руски историк
- Партений Зографски, български духовник и филолог
- Теодрос II, император на Етиопия
- 4 април – Майн Рид, британски писател
- 8 април – Кристиан IX, крал на Дания
- 17 април – Александър II, руски император
- 20 април – Хайнрих Гьобел, изобретател
- 5 май – Карл Маркс, немски философ и политикономист
- 8 май – Едуард Тотлебен, руски генерал
- 25 май – Якоб Буркхарт, швейцарски историк на изкуството
- 13 юни – Аугуст фон Сакс-Кобург-Гота, принц на Кохари
- 17 юни – Шарл Гуно, френски оперен композитор
- 1 юли – Анри Дьовил, френски физик и химик
- 6 юли – Адолф Андерсен, немски шахматист
- 30 юли – Емили Бронте, английска писателка
- 13 септември – Гюстав Емар, френски писател
- 7 ноември – Емил дю Боа-Реймон, германски физиолог
- 9 ноември – Иван Тургенев, руски писател
- 13 ноември – Михаил Катков, руски публицист
- 21 ноември – Люис Морган, американски антрополог
- 24 декември – Джеймс Джаул, английски физик
- Никола Михайловски, български общественик и книжовник

## Починали
- 4 януари – Онуфрий Габровски, български монах
- 20 март – Йохан Форкел, германски композитор
- 28 юли – Гаспар Монж, френски геометър и общественик
- 28 октомври – Абигейл Адамс, първа дама на САЩ
- 17 ноември – Шарлота фон Мекленбург-Щрелиц, кралица на Обединеното кралство

Вижте също:
- календара за тази година